# Bloemfontein
Bloemfontein (en afrikáans y neerlandés, Fuente de Flores; pronunciado /ˈblum.fɔn.ˌtɛi̯n/) es una de las tres capitales de Sudáfrica, junto con Pretoria y Ciudad del Cabo. Bloemfontein es la capital judicial del país, así como también la capital de la provincia del Estado Libre. El nombre sesotho de la ciudad es Mangaung, que significa "el lugar donde moran los guepardos".
Bloemfontein es popular y poéticamente conocida como la ciudad de las rosas, debido a la abundancia de estas flores y a que el festival anual de las rosas se lleva a cabo allí. Aunque Bloemfontein tiene una reputación por sus flores en una región por otra parte árida, el nombre de la ciudad alegan algunos para referirse a Jan Bloem (1775-1858), un líder Griqua Korana cuya gente habitó (y todavía habita) zonas del Estado Libre y del norte del Cabo. Otros ven esta proposición como una vanidad, una manifestación de corrección política y una reconstrucción retrospectiva de la historia. Las autoridades coloniales británicas no solían nombrar sitios por aborígenes locales.
La ciudad está situada en la llanura seca en 29°06′S 26°13′E, a una altitud de 1395 m s. n. m. La ciudad tiene unos 370 000 habitantes, mientras que el Municipio Metropolitano de Mangaung tiene una población próxima a los 650 000. Bloemfontein cuenta con un aeropuerto. Es un centro de comercio, fabricación de muebles, cristalería y tejidos.

## Historia

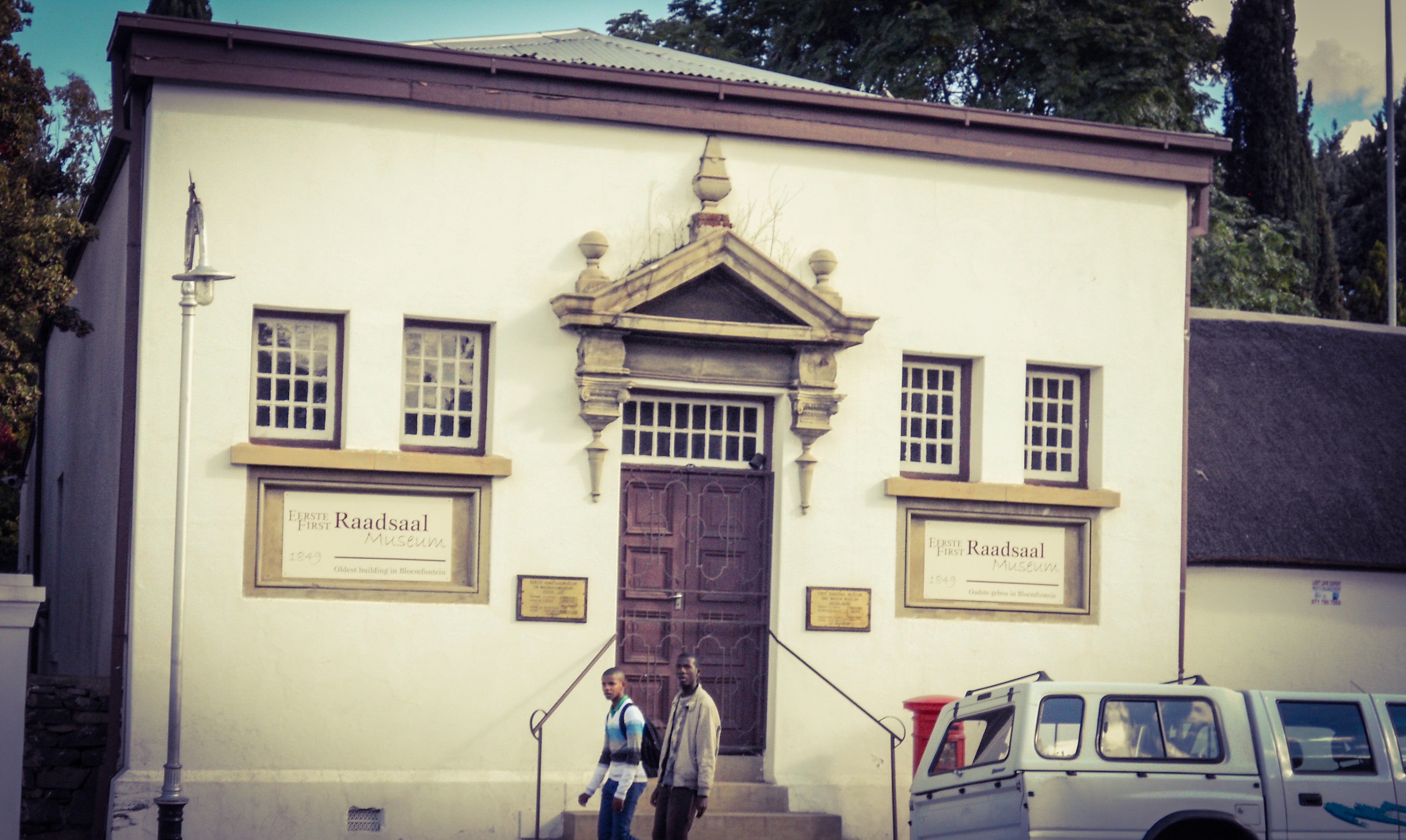
Museo Raadsaal, aquí se encuentran todos los archivos que se conocen del Consejo del Estado Libre de Orange.

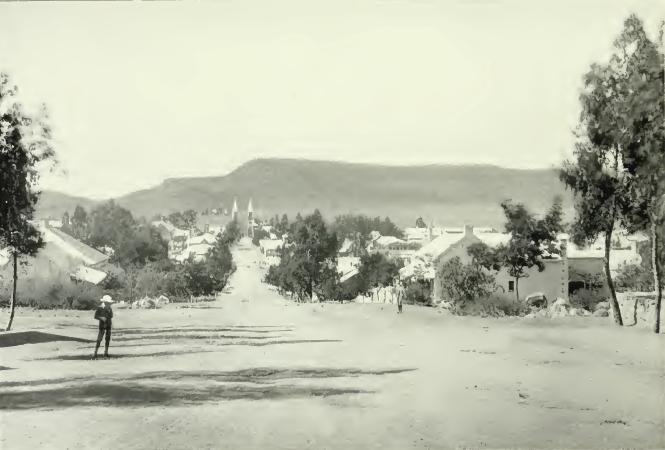
Vista de unas de las arterias de Bloemfontein con un campanario al fondo, en 1900.

Aunque históricamente era un establecimiento predominantemente afrikáner, Bloemfontein fue oficialmente fundada en 1846 por el Mayor del ejército británico Henry Douglas Warden como un puesto de avanzada británico en la región Transoranje, en aquella etapa ocupada por varios grupos de pueblos incluso trekkers (emigrantes) bóeres de Colonia de Cabo, Griqua y Basothos. Con los cambios de la política colonial la región se transforma en la Soberanía del Río Orange (1848-1854) y finalmente en la República del Estado Libre de Orange (1854-1902). Entre 1902-1910 fue la capital de la Colonia del Río Orange y desde entonces la capital provincial del Estado Libre de Orange (más tarde Estado Libre) así como capital judicial del país.

### Fundación y primeros días
La ciudad fue fundada en 1846 alrededor de un fuerte. Warden al principio eligió el sitio en gran parte debido a su proximidad con la ruta principal a Winburg, el espacioso campo abierto, y la ausencia de la enfermedad del caballo.

### 1854-1898
Como la capital de la República del Estado Libre de Orange el crecimiento y la maduración de la República generaron el crecimiento de la ciudad. Fueron construidos numerosos edificios públicos que permanecen en uso hasta la fecha, esto fue en gran parte facilitado por la excelente forma de gobierno de la República (que adquirió el modelo de periodicidad republicana) y la compensación de los británicos para la pérdida del área de Griqualandia, rica en diamante.
Entre sus edificios históricos más importantes se encuentra el antiguo Raadsaal, donde se reunió el Consejo del Estado Libre de Orange. Una vía férrea fue construida en 1890 uniendo Ciudad del Cabo y Bloemfontein.

### La Segunda Guerra Anglo-Bóer
En 1899, la ciudad fue el sitio de la Conferencia de Bloemfontein, que fracasó en prevenir el estallido de la Segunda Guerra Anglo-Bóer. La conferencia fue una tentativa final de evitar una guerra entre Inglaterra y la República de Transvaal; con su fracaso la escena quedó lista para la Guerra Anglo-Bóer.
La línea ferroviaria de Ciudad del Cabo resultó ser crítica para los británicos en la ocupación más tarde de la ciudad.
El 13 de marzo de 1900, durante la Guerra Anglo-Bóer, las fuerzas británicas capturaron la ciudad y construyeron un campo de concentración cerca para alojar a mujeres y niños bóeres. El Monumento conmemorativo Femenino Nacional, en las afueras de la ciudad, rinde homenaje a las 45 000 mujeres y niños (incluso más de 17 000 personas negras) quienes murieron en estos campos.

### Comienzo delsigloXX
El Congreso Nacional Africano —el ahora partido dirigente— fue fundado para defender los derechos de la mayoría negra el 8 de enero de 1912 en Bloemfontein, y contó a John Dube (su primer presidente) y al autor y poeta Sol Plaatje entre sus miembros fundadores.

## Geografía y clima
Bloemfontein está situado en la región central de Sudáfrica, en el extremo sur del Highveld, a una altitud de 1400 metros, en la frontera de la región semiárida del Karoo. El área es generalmente plana, con colinas ocasionales (koppies en afrikáans) y la vegetación en general son pastizales. Bloemfontein tiene un clima semiárido (Köppen: BSk), con días calurosos en verano, siendo enero el mes más caluroso con temperaturas máximas de 32 °C y mínimas de 19 °C; durante el verano las precipitaciones son frecuentes por las tardes. Los inviernos son secos, siendo las heladas muy comunes, el mes más frío es julio, con una temperatura máxima de 17 °C y mínima de -2 °C. La nieve es poco frecuente, sin embargo hubo una nevada en agosto de 2006 dentro de la ciudad, nevando posteriormente en el aeropuerto el 26 de julio de 2007.
| Parámetros climáticos promedio de Bloemfontein | Parámetros climáticos promedio de Bloemfontein | Parámetros climáticos promedio de Bloemfontein | Parámetros climáticos promedio de Bloemfontein | Parámetros climáticos promedio de Bloemfontein | Parámetros climáticos promedio de Bloemfontein | Parámetros climáticos promedio de Bloemfontein | Parámetros climáticos promedio de Bloemfontein | Parámetros climáticos promedio de Bloemfontein | Parámetros climáticos promedio de Bloemfontein | Parámetros climáticos promedio de Bloemfontein | Parámetros climáticos promedio de Bloemfontein | Parámetros climáticos promedio de Bloemfontein | Parámetros climáticos promedio de Bloemfontein |
| Mes                                            | Ene.                                           | Feb.                                           | Mar.                                           | Abr.                                           | May.                                           | Jun.                                           | Jul.                                           | Ago.                                           | Sep.                                           | Oct.                                           | Nov.                                           | Dic.                                           | Anual                                          |
| ---------------------------------------------- | ---------------------------------------------- | ---------------------------------------------- | ---------------------------------------------- | ---------------------------------------------- | ---------------------------------------------- | ---------------------------------------------- | ---------------------------------------------- | ---------------------------------------------- | ---------------------------------------------- | ---------------------------------------------- | ---------------------------------------------- | ---------------------------------------------- | ---------------------------------------------- |
| Temp. máx. abs. (°C)                           | 39.3                                           | 38.9                                           | 34.7                                           | 33.3                                           | 29.5                                           | 24.5                                           | 24.1                                           | 28.6                                           | 33.6                                           | 34.8                                           | 36.6                                           | 37.7                                           | 39.3                                           |
| Temp. máx. media (°C)                          | 30.8                                           | 28.8                                           | 26.9                                           | 23.1                                           | 20.1                                           | 16.8                                           | 17.4                                           | 20.0                                           | 24.0                                           | 26.1                                           | 28.1                                           | 30.1                                           | 24.4                                           |
| Temp. media (°C)                               | 22.8                                           | 21.4                                           | 19.2                                           | 14.9                                           | 10.7                                           | 6.9                                            | 7.2                                            | 10.1                                           | 14.6                                           | 17.5                                           | 19.9                                           | 21.9                                           | 15.6                                           |
| Temp. mín. media (°C)                          | 15.3                                           | 14.7                                           | 12.4                                           | 7.7                                            | 2.5                                            | -1.5                                           | -1.9                                           | 0.5                                            | 5.2                                            | 9.1                                            | 11.7                                           | 13.8                                           | 7.5                                            |
| Temp. mín. abs. (°C)                           | 5.6                                            | 4.3                                            | 0.8                                            | -2.6                                           | -8.7                                           | -9.1                                           | -9.6                                           | -9.7                                           | -6.7                                           | -2.9                                           | -0.1                                           | 3.3                                            | -9.7                                           |
| Precipitación total (mm)                       | 83                                             | 111                                            | 72                                             | 56                                             | 17                                             | 12                                             | 8                                              | 15                                             | 24                                             | 43                                             | 58                                             | 60                                             | 559                                            |
| Días de precipitaciones (≥ 1.0 mm)             | 11                                             | 11                                             | 11                                             | 9                                              | 4                                              | 3                                              | 2                                              | 3                                              | 4                                              | 7                                              | 9                                              | 10                                             | 84                                             |
| Horas de sol                                   | 296.3                                          | 247.9                                          | 258.6                                          | 250.2                                          | 266.0                                          | 249.9                                          | 272.6                                          | 285.9                                          | 278.0                                          | 290.9                                          | 296.5                                          | 319.5                                          | 3312.3                                         |
| Humedad relativa (%)                           | 55                                             | 62                                             | 64                                             | 66                                             | 62                                             | 62                                             | 57                                             | 50                                             | 46                                             | 50                                             | 52                                             | 52                                             | 57                                             |
| Fuente n.º 1: NOAA                             |                                                |                                                |                                                |                                                |                                                |                                                |                                                |                                                |                                                |                                                |                                                |                                                |                                                |
| Fuente n.º 2: South African Weather Service    |                                                |                                                |                                                |                                                |                                                |                                                |                                                |                                                |                                                |                                                |                                                |                                                |                                                |

## Gobierno local
Bloemfontein forma parte del Municipio Metropolitano de Mangaung y del Distrito Municipal de Motheo.

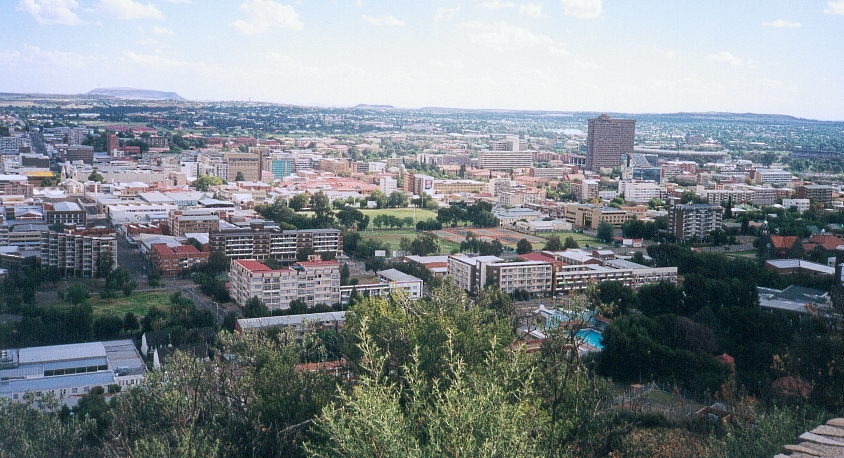
Panorama de la ciudad, desde la Colina Naval.

## Suburbios
La Bloemfontein suburbana incluye Bayswater, Brandwag, Ehrlichpark, Fauna, Fichardtpark, Fleurdal, Gardeniapark, Generaal De Wet, Hospitaalpark, Kiepersol, Lourierpark, Park West, Pellissier, Uitsig, Universitas, Westdene, Wilgehof y Willows al sur de la ciudad. Al norte de Bloemfontein, se encuentran Langenhovenpark, Arboretum, Bayswater, Dan Pienaar, Helicon Heights, Heuwelsig, Hillsboro, Hillside, Hilton, Naval Hill, Navalsig, Noordhoek, Pentagon Park y Waverley.

## Educación
En las instituciones preuniversitarias de la ciudad se suelen utilizar diferentes idiomas, pero algunas escuelas son bilingües. Las lenguas más usadas son el afrikáans, inglés o sesotho. La educación primaria está contabilizada en aproximadamente 48 escuelas, la más famosa y prestigiosa es Grey College Primary School. La educación secundaria o llamada comúnmente high school, se integra en aproximadamente 30 institutos, entre los que destacan St. Andrew's School, Grey College Secondary School, Eunice High School, Castle Bridge School, Bloemfontein High School, y el instituto privado de religión calvinista, CVO Skool Dankbaar in Bain's Vlei. La educación superior está conformada en:
Pública
- Universidad del Estado Libre
- Universidad Central Tecnológica de Bloemfontein
- Motheo Colegio FET (formado por tres campus principales, y otros tres que actúan como satélite)

Privada
- Boston City Campus (con cierta variedad de divisiones académicas)
- CTU Training Solutions (se centra en la informática y multimedia)
- Damelin (se caracteriza por requerir de formación a tiempo parcial)
- Qualitas Career Academy (principalmente atiende en formación empresarial y servicios de consultoría, así como para departamentos gubernamentales)

Y para servir las necesidades de demanda de estudiantes que no pueden adquirir los requisitos de entrada, se utilizan los siguientes edificios temporales:
- Jeppe Colegio
- Rostec Colegio
- Hatfield
- iZululethu
- St Ignatious

## Economía
Bloemfontein tiene industrias en los sectores de la agricultura, la minería, la manufactura y la prestación de servicios como lo son los judiciales. La ciudad es especialmente importante para las compañías de las industrias de alimentos, muebles y vidrio. Además, el fabricante de automóviles de motor Barnard se encuentra aquí.

## Transporte
Desde 1890, la ciudad tiene una línea de ferrocarril conectada con Ciudad del Cabo, y otra que va al norte de Johannesburgo. En el camino a Bethlehem, sólo circulan los trenes de mercancías.
La ciudad también cuenta con el Aeropuerto Bloemfontein. A su vez la ciudad está muy bien comunicada con la red vial nacional, con conexiones directas a Ciudad del Cabo y Johannesburgo. Las carreteras nacionales que conducen a la ciudad son la N1, N6 y desde Maseru, se debe tomar la N8.

## Personas destacadas
- J. R. R. Tolkien (3 de enero de 1892-2 de septiembre de 1973) nació en la ciudad. Famoso por sus fantasías épicas El hobbit, El Señor de los Anillos y El Silmarillion, a la edad de 3 años dejó Sudáfrica junto a su familia, rumbo al Reino Unido.

## Hermanamientos
- Nankín, China